# 2011년 월드 시리즈
2011년 월드 시리즈(2011 World Series)는 제 107회 메이저 리그 베이스볼 월드 시리즈다. 시리즈 일정은 10월 19일 시작하여 10월 28일까지 진행됐다. 내셔널 리그 우승팀 세인트루이스 카디널스와 아메리칸 리그 우승팀인 텍사스 레인저스가 맞붙었다. 총 7전 4선승제로 치러진 월드시리즈는 내셔널 리그 우승 팀 세인트루이스 카디널스가 아메리칸 리그 우승팀 텍사스를 4승 3패로 누르며 2006년 이후 처음이자 통산 11번째 월드시리즈 우승에 성공했다.

## 포스트 시즌 결과

### 세인트루이스 카디널스
세인트루이스 카디널스는 내셔널 리그 디비전 시리즈에서 필라델피아 필리스와 경기를 치렀으며 3승 2패로 내셔널 리그 챔피언십 시리즈에 진출, 밀워키 브루어스와 경기를 치러 4승 2패로 월드 시리즈에 진출했다. 이로써 세인트루이스는 2006년 월드시리즈 우승 이후 5년 만에 다시 월드 시리즈 진출에 성공하게 된다.

### 텍사스 레인저스
텍사스 레인저스는 아메리칸 리그 디비전 시리즈에서 탬파베이 레이스와 경기를 치렀으며 3승 1패로 아메리칸 리그 챔피언십 시리즈에 진출, 디트로이트 타이거스와 경기를 치러 4승 2패로 월드 시리즈에 진출했다. 이는 텍사스 레인저스 구단 역사상 두 번째 월드 시리즈 진출이다.
ALCS MVP는 넬슨 크루즈

## 시리즈 요약
- 2011 월드 시리즈 (4승 3패) : 세인트루이스 카디널스 (내셔널 리그)가 텍사스 레인저스 (아메리칸 리그)에게 승리하였다. 월드 시리즈 MVP는 세인트루이스 카디널스의 3루수인 데이비드 프리즈가 수상하였다.

| 경기 | 경기 점수 (원정팀이 앞, 홈팀이 뒤)              | 날짜       | 구장            | 관중 수  |
| ---- | ----------------------------------------------- | ---------- | --------------- | -------- |
| 1    | 텍사스 레인저스 – 2, 세인트루이스 카디널스 – 3  | 10월 19일  | 부쉬 스타디움   | 46,406명 |
| 2    | 텍사스 레인저스 – 2, 세인트루이스 카디널스 – 1  | 10월 20일  | 부쉬 스타디움   | 47,288명 |
| 3    | 세인트루이스 카디널스 – 16, 텍사스 레인저스 – 7 | 10월 22일  | 레인저스 볼파크 | 51,462명 |
| 4    | 세인트루이스 카디널스 – 0, 텍사스 레인저스 – 4  | 10월 23일  | 레인저스 볼파크 | 51,539명 |
| 5    | 세인트루이스 카디널스 – 2, 텍사스 레인저스 – 4  | 10월 24일  | 레인저스 볼파크 | 51,459명 |
| 6    | 텍사스 레인저스 – 9, 세인트루이스 카디널스 – 10 | 10월 27일† | 부쉬 스타디움   | 47,325명 |
| 7    | 텍사스 레인저스 – 2, 세인트루이스 카디널스 – 6  | 10월 28일  | 부쉬 스타디움   | 47,399명 |

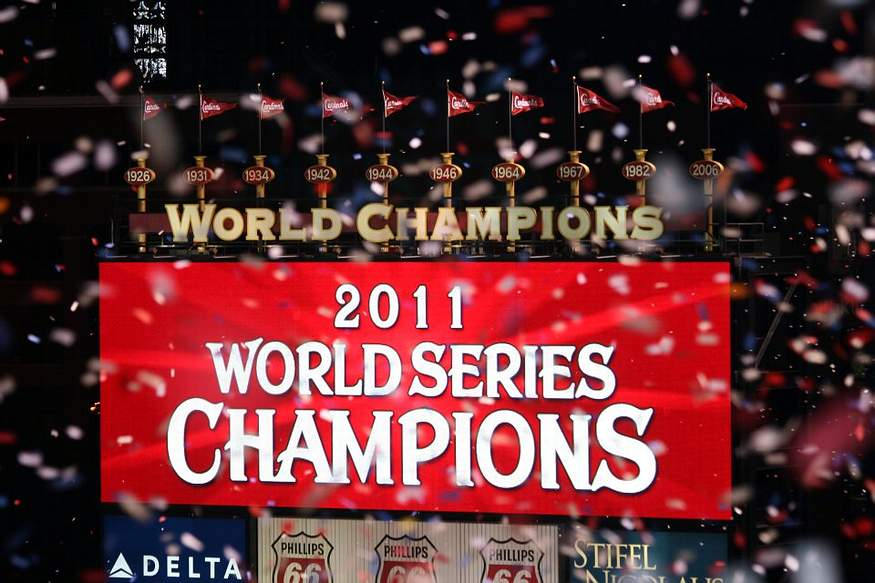
부쉬 스타디움 전광판을 통해 세인트루이스 카디널스의 우승이 알려졌다.

†: 우천으로 인하여 10월 26일 열릴 예정이던 6차전이 10월 27일로 연기되었다.

## 경기 결과

### 1차전
2011년 10월 28일, 미국 미주리주 세인트루이스, 부시 스타디움 📽️
| 팀 | 1 | 2 | 3 | 4 | 5 | 6 | 7 | 8 | 9 | R | H | E |
| 텍사스                                                                                                 | 0 | 0 | 0 | 0 | 2 | 0 | 0 | 0 | 0 | 2 | 6 | 0 |
| 세인트루이스                                                                                           | 0 | 0 | 0 | 2 | 0 | 1 | 0 | 0 | X | 3 | 6 | 0 |
| 승리 투수: 크리스 카펜터 패전 투수: C. J. 윌슨 세이브: 제임스 모트 홈런: TEX – 마이크 나폴리 (5회 2점) |   |   |   |   |   |   |   |   |   |   |   |   |

### 2차전
2011년 10월 20일, 미국 미주리주 세인트루이스, 부시 스타디움 📽️
| 팀                                                                      | 1 | 2 | 3 | 4 | 5 | 6 | 7 | 8 | 9 | R | H | E |
| 텍사스                                                                  | 0 | 0 | 0 | 0 | 0 | 0 | 0 | 0 | 2 | 2 | 5 | 1 |
| 세인트루이스                                                            | 0 | 0 | 0 | 0 | 0 | 0 | 1 | 0 | 0 | 1 | 6 | 1 |
| 승리 투수: 마이크 애덤스 패전 투수: 제임스 모트 세이브: 네프탈리 펠리스 |   |   |   |   |   |   |   |   |   |   |   |   |

### 3차전
2011년 10월 22일, 미국 텍사스주 알링턴, 레인저스 볼파크 📽️
| 팀 | 1 | 2 | 3 | 4 | 5 | 6 | 7 | 8 | 9 | R  | H  | E |
| 세인트루이스 | 1 | 0 | 0 | 4 | 3 | 4 | 2 | 1 | 1 | 16 | 15 | 0 |
| 텍사스 | 0 | 0 | 0 | 3 | 3 | 0 | 1 | 0 | 0 | 7  | 13 | 3 |
| 승리 투수: 랜스 린 패전 투수: 맷 해리슨 세이브: 없음 홈런: STL – 앨런 크레이그(1회 1점), 앨버트 푸홀스 (6회 3점, 7회 2점, 9회 1점) TEX – 마이클 영(4회 1점), 넬슨 크루스(4회 2점) |   |   |   |   |   |   |   |   |   |    |    |   |

### 4차전
2011년 10월 23일, 미국 텍사스주 알링턴, 레인저스 볼파크 📽️
| 팀                                                                                            | 1 | 2 | 3 | 4 | 5 | 6 | 7 | 8 | 9 | R | H | E |
| 세인트루이스                                                                                  | 0 | 0 | 0 | 0 | 0 | 0 | 0 | 0 | 0 | 0 | 2 | 0 |
| 텍사스                                                                                        | 1 | 0 | 0 | 0 | 0 | 3 | 0 | 0 | X | 4 | 6 | 0 |
| 승리 투수: 데릭 홀랜드 패전 투수: 에드윈 잭슨 세이브: 없음 홈런: TEX – 마이크 나폴리(6회 3점) |   |   |   |   |   |   |   |   |   |   |   |   |

### 5차전
2011년 10월 24일, 미국 텍사스주 알링턴, 레인저스 볼파크 📽️
| 팀 | 1 | 2 | 3 | 4 | 5 | 6 | 7 | 8 | 9 | R | H | E |
| 세인트루이스 | 0 | 2 | 0 | 0 | 0 | 0 | 0 | 0 | 0 | 2 | 7 | 1 |
| 텍사스 | 0 | 0 | 1 | 0 | 0 | 1 | 0 | 2 | X | 4 | 9 | 2 |
| 승리 투수: 대런 올리버 패전 투수: 옥타비오 도텔 세이브: 네프탈리 펠리스 홈런: TEX – 미치 모어랜드 (3회 1점), 아드리안 벨트레(6회 1점) |   |   |   |   |   |   |   |   |   |   |   |   |

### 6차전
2011년 10월 27일, 미국 미주리주 세인트루이스, 부시 스타디움 (연장 10회) 📽️
| 팀 | 1 | 2 | 3 | 4 | 5 | 6 | 7 | 8 | 9 | 10 | 11 | R  | H  | E |
| 텍사스 | 1 | 1 | 0 | 1 | 1 | 0 | 3 | 0 | 0 | 2  | 0  | 9  | 15 | 2 |
| 세인트루이스 | 2 | 0 | 0 | 1 | 0 | 1 | 0 | 1 | 2 | 2  | 1  | 10 | 13 | 3 |
| 승리 투수: 제이크 웨스트브룩 패전 투수: 마크 로 세이브: 없음 홈런: TEX – 아드리안 벨트레 (7회 1점) , 넬슨 크루스 (7회 1점) , 조시 해밀턴 (10회 2점) STL – 랜스 버크만 (1회 2점) , 앨런 크레이그 (8회 1점) , 데이비드 프리즈 (11회 1점) |   |   |   |   |   |   |   |   |   |    |    |    |    |   |

### 7차전

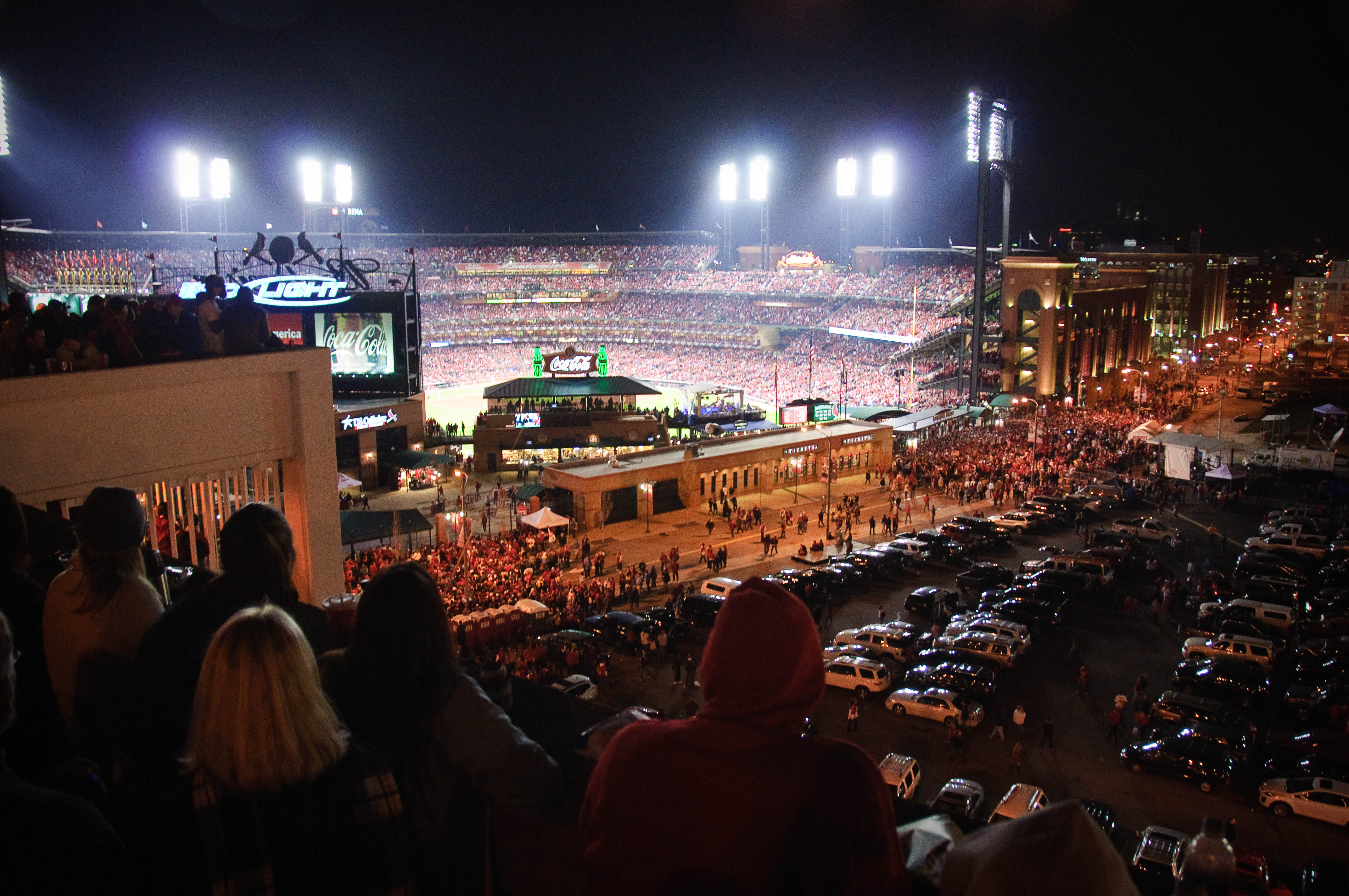
7차전 중 관중석이 가득차 주차장 너머로 관중들이 경기를 관람 중이다.

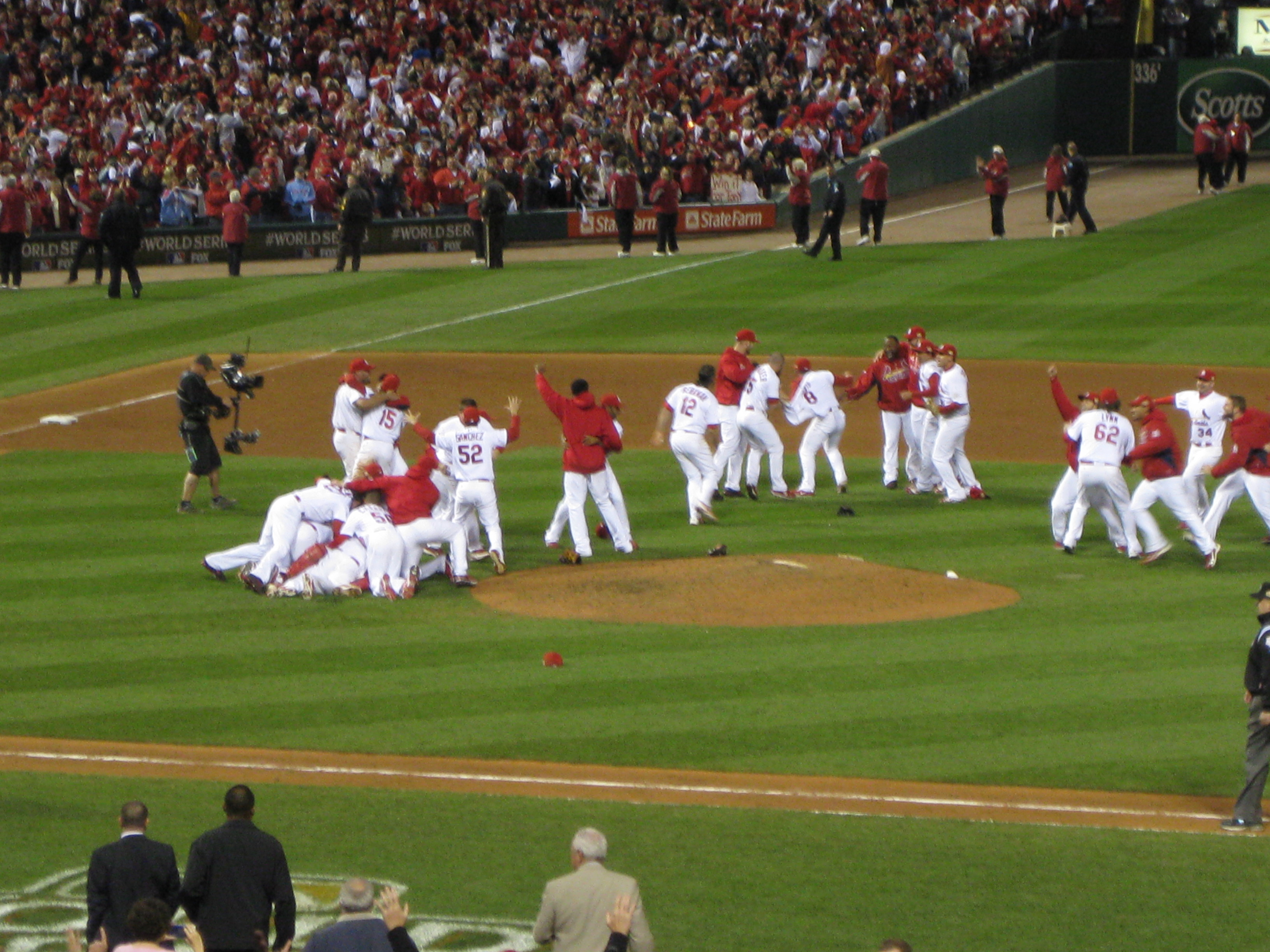
세인트루이스 카디널스 선수들이 월드 시리즈 우승이 확정되자
그라운드에 모여들어 우승을 축하하고 있다.

2011년 10월 28일, 미국 미주리주 세인트루이스, 부시 스타디움 📽️
| 팀                                                                                             | 1 | 2 | 3 | 4 | 5 | 6 | 7 | 8 | 9 | R | H | E |
| 텍사스                                                                                         | 2 | 0 | 0 | 0 | 0 | 0 | 0 | 0 | 0 | 2 | 6 | 0 |
| 세인트루이스                                                                                   | 2 | 0 | 1 | 0 | 2 | 0 | 1 | 0 | X | 6 | 7 | 1 |
| 승리 투수: 크리스 카펜더 패전 투수: 맷 해리슨 세이브: 없음 홈런: STL – 앨런 크레이그 (4회 1점) |   |   |   |   |   |   |   |   |   |   |   |   |

## 이닝별 득점 현황
| 팀                                           | 1 | 2 | 3 | 4 | 5 | 6 | 7 | 8 | 9 | 10 | 11 | R  | H  | E |
| 세인트루이스 카디널스                        | 5 | 2 | 1 | 7 | 5 | 6 | 4 | 2 | 3 | 2  | 1  | 38 | 56 | 6 |
| 텍사스 레인저스                              | 4 | 1 | 1 | 4 | 6 | 4 | 4 | 2 | 2 | 2  | 0  | 30 | 60 | 8 |
| 총 관중 수: 342,878명 평균 관중 수: 48,983명 |   |   |   |   |   |   |   |   |   |    |    |    |    |   |

## 같이 보기
- 2011년 아시아 시리즈
- 2011년 일본 시리즈
- 2011년 한국시리즈